# Baggea pachyascus
Baggea pachyascus är en svampart som beskrevs av Auersw. 1866. Baggea pachyascus ingår i släktet Baggea och familjen Patellariaceae.  Arten är reproducerande i Sverige. Inga underarter finns listade i Catalogue of Life.